# Station Forges-les-Eaux
Station Forges-les-Eaux is een spoorwegstation in de Franse gemeente Forges-les-Eaux.